# Міжнародний чорнобильський проєкт
Міжнародний чорнобильський проєкт (МЧП) — акція, ініційована урядом СРСР у жовтні 1989 та реалізована Міжнародним агентством з атомної енергії з метою оцінки заходів, проведених владою щодо населення, яке мешкало на радіаційно забруднених в результаті аварії на ЧАЕС у квітні 1986 територіях (див. Чорнобильська катастрофа 1986). Передбачалася перевірка методологій та технологічних процесів, що реалізовувалися радянськими організаціями під час вирішення проблем ліквідації наслідків аварії; підтвердження реальності даних, наданих до МАГАТЕ та опублікованих у науковій літературі; формування позиції щодо 35-берної концепції впливу іонізуючого опромінення на організм людини.
Для виконання проєкту було залучено майже 200 учених з 25-ти країн світу, а також Комісії Європ. співт-ва, продовольчої і с.-г. орг-ції Організації Об'єднаних Націй, Міжнародної організації праці, Наук. к-ту ООН з дії атомної радіації, Всесвітньої організації охорони здоров'я та самого МАГАТЕ. Було створено Міжнар. консультативний к-т (МКК), який координував цю роботу. До нього входили відомі науковці з провідних ун-тів та лабораторій світу. СРСР представляли: В.Губанов (К-т з ліквідації наслідків аварії на ЧАЕС), А.Степаненко (АН Білорус. РСР, Мінськ), С.Волощук (Держ. к-т РРФСР з ліквідації наслідків аварії на ЧАЕС, Москва) та В.Бар'яхтар (АН УРСР, Київ).
Організаційно МЧП готувався в кілька етапів: у лютому 1990 відбулося попереднє засідання МКК, у березні значна група вчених збирала інформацію у забруднених регіонах України, Білорусі та Росії, у квітні 1990 в Києві та Мінську відбулося перше засідання МКК, а в березні 1991 – підсумкове. Кінцевий результат зусиль – "Технічна доповідь", видана 1991 у Відні (книга обсягом 740 с. великого формату). Вона містить опис історії події, дані (на той час) про забруднення довкілля, рівні радіаційного опромінення і його вплив на здоров'я населення, а також про вжиті захисні заходи.
Час, який пройшов після аварії на ЧАЕС, продемонстрував недостатність знань та інформаційну упередженість виконавців проєкту й викривлення ними трагічних наслідків Чорнобильської катастрофи для населення України та ін. постраждалих регіонів, що дало підстави на поч. 1990-х рр. сприймати трагедію кількох мільйонів українців, білорусів і росіян лише як наук. проблему. Розуміння трагічності ситуації прийшло пізніше. Продовження МЧП у 2002, 2005 та наступні роки засвідчило боротьбу протилежних точок зору на наслідки Чорнобильської катастрофи 1986.